# Seal Cove (Fortune Bay)
Seal Cove è un villaggio di circa 100 abitanti canadese nella provincia di Terranova e Labrador, situato nella Baia della Fortuna (Fortune Bay).
Storicamente la popolazione locale ha vissuto di pesca e raccolta di legname per l'industria cartaria localizzata nella zona centro-occidentale della provincia. Negli anni più recenti molte persone hanno trovato lavoro nell'edilizia.

## Demografia
Nel 2021 Seal Cove contava una popolazione di 100 persone, con un crollo del -58.7% rispetto ai 242 abitanti del 2016.